# United Athletic Conference

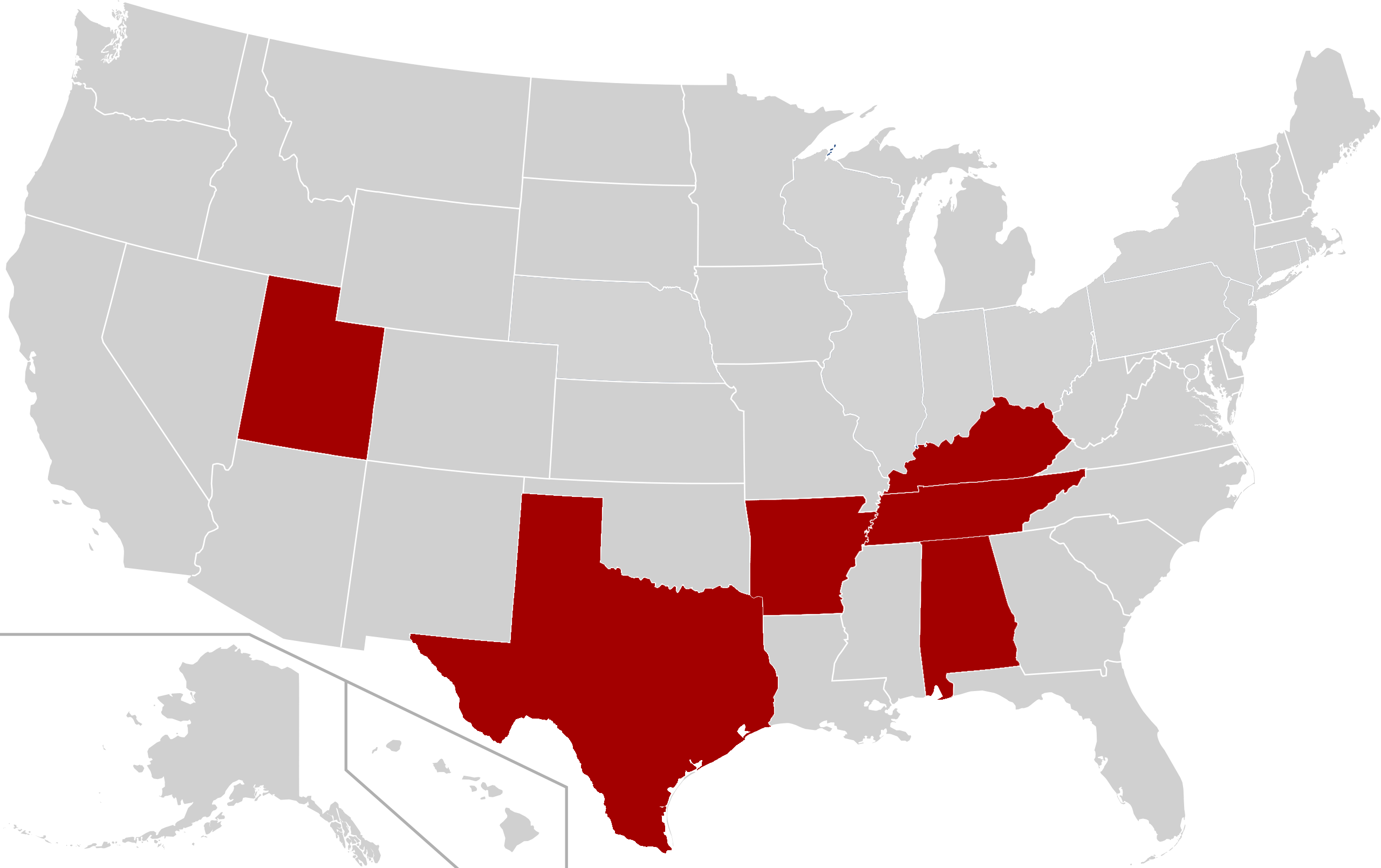
États couverts par l'UAC.

La United Athletic Conference, également connue sous le nom de The United, est un groupement de neuf programmes de football américain universitaire membre de la NCAA Division I Football Championship Subdivision (FCS).
Cette conférence est le résultat de la fusion entre les anciennes conférences de l'Atlantic Sun Conference (ASUN) et de la Western Athletic Conference (WAC). Elle couvre le sud-ouest, l'ouest et sud des États-Unis avec leurs membres situés dans les États de l'Arkansas, de l'Alabama, de la Géorgie, du Kentucky, du Tennessee, du Texas et de l'Utah.

## Histoire
Fondée en 2023 comme conférence exclusivement consacrée au football américain, la United Athletic Conference est la fusion des conférences de football américain de l'ASUN Conference et de la Western Athletic Conference.
Le 1er juillet 2026, la Western Athletic Conference sera rebaptisée United Athletic Conference, qui deviendra une conférence multisports. La nouvelle UAC sera entièrement composée d'universités disposant de programmes de football américain FCS, à l'exception de l'UT Arlington, qui n'est pas spécialisée dans le football. Cette annonce a été faite le lendemain de l'annonce par la Big Sky Conference que Southern Utah et Utah Tech rejoindraient cette conférence en 2026.

## Membres actuels
Membres sortants en rose.
| Université                               | Lieu                   | Fondation | Arrivée en UAC | Type                       | Nb. d'étudiants | Surnom            | Couleurs | Conférence initiale |
| ---------------------------------------- | ---------------------- | --------- | -------------- | -------------------------- | --------------- | ----------------- | -------- | ------------------- |
| Université chrétienne d'Abilene          | Abilene, Texas         | 1906      | 2021           | Privée (Églises du Christ) | 6 219           | Wildcats (en)     |          | WAC                 |
| Université d'État Austin Peay            | Clarksville, Tennessee | 1927      | 2022           | Publique                   | 9 609           | Governors (en)    |          | ASUN                |
| Université du centre de l'Arkansas       | Conway, Arkansas       | 1907      | 2021           | Publique                   | 9 913           | Bears (en)        |          | ASUN                |
| Université de l'Est du Kentucky (en)     | Richmond, Kentucky     | 1874      | 2021           | Publique                   | 13 984          | Colonels (en)     |          | ASUN                |
| Université du Nord de l'Alabama (en)     | Florence, Alabama      | 1830      | 2022           | Publique                   | 11 056          | Lions             |          | ASUN                |
| Université du Sud de l'Utah (en)         | Cedar City, Utah       | 1897      | 2022           | Publique                   | 14 330          | Thunderbirds      |          | WAC                 |
| Université d'État Tarleton               | Stephenville, Texas    | 1899      | 2023           | Publique                   | 13 995          | Texans            |          | WAC                 |
| Université Technique de l'Utah (en)      | St. George, Utah       | 1911      | 2023           | Publique                   | 12 556          | Trailblazers (en) |          | WAC                 |
| Université de l'Ouest de la Géorgie (en) | Carrollton, Géorgie    | 1906      | 2024           | Publique                   | 13 510          | Wolves (en)       |          | ASUN                |

### Futurs membres
| Université                      | Lieu             | Fondation | Arrivée en UAC | Type     | Nb. d'étudiants | Surnom         | Couleurs | Conférence actuel |
| ------------------------------- | ---------------- | --------- | -------------- | -------- | --------------- | -------------- | -------- | ----------------- |
| Université du Texas à Arlington | Arlington, Texas | 1895      | 2026           | Publique | 42 863          | Mavericks (en) |          | WAC               |

### Stades
Futurs membres en gris. Membres sortants en rose.
| Université        | Stade                                 | Capacité                           |
| ----------------- | ------------------------------------- | ---------------------------------- |
| Abilene Christian | Anthony Field at Wildcat Stadium (en) | 12 000                             |
| Austin Peay       | Fortera Stadium (en)                  | 10 000                             |
| Central Arkansas  | Estes Stadium (en)                    | 10 000                             |
| Eastern Kentucky  | Roy Kidd Stadium (en)                 | 20 000                             |
| North Alabama     | Braly Municipal Stadium (en)          | 14 215                             |
| Southern Utah     | Eccles Coliseum (en)                  | 8 500                              |
| Tarleton State    | Memorial Stadium (en)                 | 24 000                             |
| UT Arlington      | Pas d'équipe de football américain    | Pas d'équipe de football américain |
| Utah Tech         | Greater Zion Stadium (en)             | 10 000                             |
| West Georgia      | University Stadium (en)               | 10 000                             |

## Anciens membres
| Université                                   | Lieu                           | Surnom           | Arrivée eu UAC | Départ de l'UAC | Conférence actuelle |           |
| -------------------------------------------- | ------------------------------ | ---------------- | -------------- | --------------- | ------------------- | --------- |
| Université d'État de Jacksonville            | Jacksonville, Alabama          | Gamecocks        | 2021           | 2022            | CUSA                | CUSA      |
| Université d'État de Kennesaw                | Kennesaw, Géorgie              | Owls             | 2022           | 2023            | CUSA                | CUSA      |
| Université Lamar                             | Beaumont, Texas                | Cardinals        | 2021           | 2022            | Southland           | Southland |
| Université d'État Sam Houston                | Huntsville, Texas              | Bearkats         | 2021           | 2022            | CUSA                | CUSA      |
| Université d'État Stephen F. Austin (en)     | Nacogdoches, Texas             | Lumberjacks (en) | 2021           | 2024            | Southland           | Southland |
| Université du Texas à Rio Grande Valley (en) | Brownsville et Edinburg, Texas | Vaqueros (en)    | 2021           | 2024            | Southland           | Southland |

Notes :
- La United Athletic Conference a été officielle dès la saison 2023. L'année d'adhésion reflète le moment où le programme a rejoint l'UAC ou le championnat WAC-ASUN (organisés en 2021 et 2022 - voir la rubrique histoire.)
- L'université du Texas à Rio Grande Valley (en) n'a jamais joué au football américain au sein de la United Athletic Conference. Prévoyant de le faire dès 2025 après une saison d'exhibition en 2024, le programme a finalement rejoint la Southland Conference avant la saison 2024.

## Ligne du temps
Légende :
-  Autres conférences

## Champions de conférence
| Saison | Champion de saison régulière | Bilan | Résultat en série éliminatoire de la FCS |
| ------ | ---------------------------- | ----- | ---------------------------------------- |
| 2023   | Austin Peay                  | 9–3   | Premier tour                             |
| 2024   | Abilene Christian            | 9–5   | Deuxième tour                            |

## Championnats UAC
| Équipe | Équipe | Équipe            | Conf | Conf | Total | Total |
| --- | ------ | ----------------- | ---- | ---- | ----- | ----- |
| Équipe | Équipe | Équipe            | V    | D    | V     | D     |
| #14 | $^     | Abilene Christian | 7    | 1    | 9     | 5     |
| #13 | ^      | Tarleton State    | 6    | 2    | 10    | 4     |
| #21 | ^      | Eastern Kentucky  | 6    | 2    | 8     | 5     |
| |        | Southern Utah     | 6    | 2    | 7     | 5     |
| |        | Central Arkansas  | 3    | 5    | 6     | 6     |
| |        | Austin Peay       | 3    | 5    | 4     | 8     |
| |        | North Alabama     | 3    | 5    | 3     | 9     |
| |        | West Georgia*     | 1    | 7    | 4     | 7     |
| |        | Utah Tech         | 1    | 7    | 1     | 11    |
| Note : - $ signifie Champion de la conférence - ^ – Participant aux playoffs de la FCS - West Georgia est inélogible pour le titre de l'UAC et pour un bowl d'après saison FCS à la suite de leur transition en provenance de la NCAA Division II. |        |                   |      |      |       |       |

| Équipe | Équipe | Équipe            | Conf | Conf | Total | Total |
| --- | ------ | ----------------- | ---- | ---- | ----- | ----- |
| Équipe | Équipe | Équipe            | V    | D    | V     | D     |
| #18 | $^     | Austin Peay       | 6    | 0    | 9     | 3     |
| |        | Central Arkansas  | 4    | 2    | 7     | 4     |
| |        | Southern Utah     | 4    | 2    | 6     | 5     |
| |        | Eastern Kentucky  | 4    | 2    | 5     | 6     |
| |        | Tarleton State*   | 4    | 2    | 8     | 3     |
| |        | Abilene Christian | 3    | 3    | 5     | 6     |
| |        | North Alabama     | 1    | 5    | 3     | 8     |
| |        | Utah Tech*        | 1    | 5    | 2     | 9     |
| |        | Stephen F. Austin | 0    | 6    | 3     | 8     |
| Note : - $ signifie Champion de la conférence - ^ – Participant aux playoffs de la FCS - Tarleton State et Utah Tech sont inélogibles pour le titre de l'UAC et pour un bowl d'après saison FCS à la suite de leur transition en provenance de la NCAA Division II. |        |                   |      |      |       |       |

| Équipe                                                                       | Équipe | Équipe            | Conf | Conf | Total | Total |
| ---------------------------------------------------------------------------- | ------ | ----------------- | ---- | ---- | ----- | ----- |
| Équipe                                                                       | Équipe | Équipe            | V    | D    | V     | D     |
|                                                                              | $^     | Eastern Kentucky  | 4    | 1    | 7     | 5     |
|                                                                              |        | Central Arkansas  | 4    | 1    | 5     | 6     |
|                                                                              |        | Austin Peay       | 3    | 1    | 7     | 4     |
|                                                                              |        | Stephen F. Austin | 2    | 1    | 6     | 5     |
|                                                                              |        | Abilene Christian | 1    | 1    | 7     | 4     |
|                                                                              |        | Kennesaw State    | 1    | 2    | 5     | 6     |
|                                                                              |        | Southern Utah     | 0    | 3    | 5     | 6     |
|                                                                              |        | North Alabama     | 0    | 4    | 1     | 10    |
| Note : - $ – Champion de conférence - ^ – Participant aux playoffs de la FCS |        |                   |      |      |       |       |

| Équipe                                                                       | Équipe | Équipe             | Conf | Conf | Total | Total |
| ---------------------------------------------------------------------------- | ------ | ------------------ | ---- | ---- | ----- | ----- |
| Équipe                                                                       | Équipe | Équipe             | V    | D    | V     | D     |
| #5                                                                           | $^     | Sam Houston        | 6    | 0    | 11    | 1     |
| #21                                                                          | ^      | Stephen F. Austin  | 4    | 2    | 8     | 4     |
|                                                                              |        | Eastern Kentucky   | 4    | 2    | 7     | 4     |
|                                                                              |        | Central Arkansas   | 3    | 3    | 5     | 6     |
|                                                                              |        | Jacksonville State | 3    | 3    | 5     | 6     |
|                                                                              |        | Abilene Christian  | 1    | 5    | 5     | 6     |
|                                                                              |        | Lamar              | 0    | 6    | 1     | 9     |
| Note : - $ – Champion de conférence - ^ – Participant aux playoffs de la FCS |        |                    |      |      |       |       |